# Berkeley Breathed

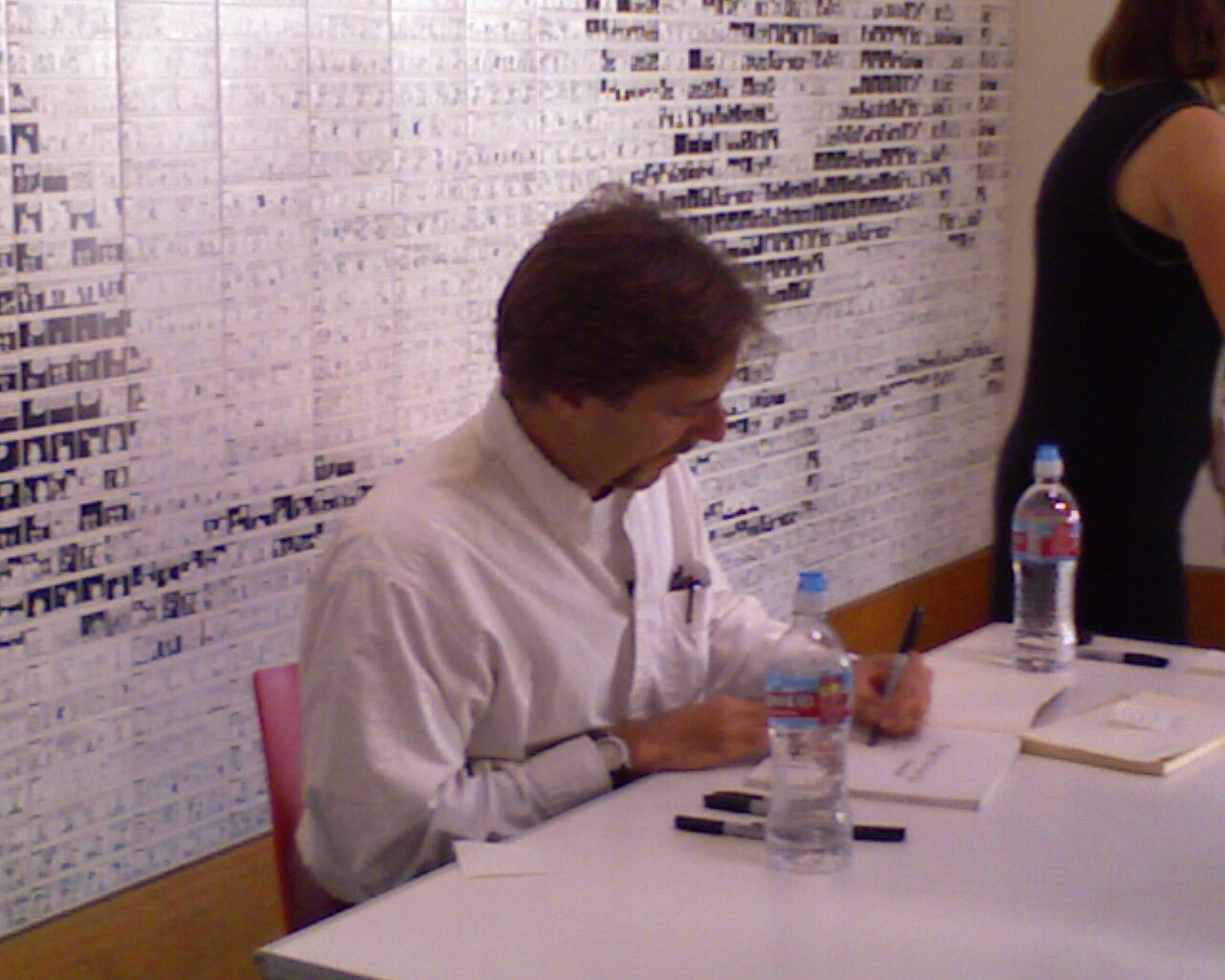
Berkeley Breathed

Berkeley „Berke“ Breathed (* 21. Juni 1957 in Encino bei Los Angeles) ist ein US-amerikanischer Cartoonist und Kinderbuchautor.

## Biographie
Bekannt wurde er mit dem Comicstrip Bloom County (1980–1988), der ihm auch 1987 einen Pulitzer-Preis einbrachte. Als düster-zynische Fortsetzung der Reihe produzierte er Outland (1989–1995), das allerdings nie so populär wurde wie sein Vorgänger. Bloom Countys Hauptcharakter, ein sprechender Pinguin namens Opus, tauchte als Solostar von 2003 bis 2008 wieder wöchentlich in den Zeitungen auf. Breatheds Comics sind sozio-politisch kritisch, ohne eine vorgefertigte Meinung zu verfechten, lustig, ohne zu verharmlosen. Breathed engagiert sich auch in seinen Kinderbüchern für Haustiere, insbesondere Hunde.

## Bücher
- Bloom County Babylon: Five Years of Basic Naughtiness, Berkeley Breathed, Little Brown and Company, 1986, ISBN 0-316-10309-8 (englisch).
- Flawed Dogs, Little Brown and Company (17. Oktober 2003), ISBN 0-316-71359-7 (englisch).